# Lina Kuduzović
Lina Kuduzović (Ljubljana, 30 december 2002) is een Sloveens zangeres. Ze nam deel aan het Junior Eurovisiesongfestival 2015.

## Biografie
Kuduzović won in 2010 op zevenjarige leeftijd Slovenia's Got Talent, waarmee ze de jongste winnares ooit van een Got Talent ooit was. Vijf jaar later vertegenwoordigde ze haar vaderland op het Junior Eurovisiesongfestival 2015 met het nummer Prva ljubezen ("First Love"). Kuduzović eindigde met het nummer op de derde plaats met 112 punten. In 2017 deed ze mee aan de Duitse versie van The Voice Kids waarin ze de finale wist te behalen. Met haar familie verhuisde Kuduzović naar Zwitserland, waar ze sindsdien woonachtig is.
In 2018 bracht Kuduzović haar eerst single, getiteld "Ephemeral," uit. Met het nummer "Man Like U" nam ze deel aan EMA 2020, de Sloveense preselectie voor het Eurovisiesongfestival 2020. Ze eindigde op de tweede plaats met 666 stemmen minder dan winnares Ana Soklič.